# فرانچسکو وایرانو
فرانچسکو وایرانو (انگلیسی: Francesco Vairano؛ زادهٔ ۱۱ ژانویهٔ ۱۹۴۴) بازیگر، صداپیشه و مدیر دوبلاژ اهل ایتالیا است. وی از سال ۱۹۶۹ میلادی تاکنون مشغول فعالیت بوده است.
از فیلم‌ها یا مجموعه‌های تلویزیونی که وی در آن‌ها نقش داشته است، می‌توان به در آخرین لحظه اشاره نمود.